# Чудомирови празници
Чудомирови празници се провеждат в Казанлък ежегодно от 25 март до 1 април и включват прояви от цялата културна сфера:
- Национален литературен конкурс „Чудомир“
- Научна конференция
- Детски конкурс за изпълнение на хумористична творба „Чудонемирчета“
- Национален конкурс за весела детска рисунка „Малките нашенци“
- Национален театрален фестивал „Комедийният хит на сезона“
- Национален конкурс за детска хумористична творба „Присмехулници“
- концерти, изложби, дискусии, премиери на книги